# فيفيان صلاح الدين
فيفيان صلاح الدين (18 أغسطس 1960). ممثلة مصرية من مواليد القاهرة. شاركت في بطولة عدد من الأعمال السينمائية منذ السبعينات وحتى التسعينات، منها: (آنسات وسيدات، احترس عصابة النساء، أبو كرتونة)، كما شاركت في مسلسلات: (المعتمد بن عباد، إليكم مع التحية، حضرات السادة الكدابين).

## أعمالها

### المسلسلات
- مبروك ألف مبروك 1992.[1]
- (سناء السكرتيرة) وداعا يا ربيع العمر 1991
- (سمية) أم البنات 1990
- حضرات السادة الكدّابين 1990
- دوار يا زمن 1988
- وكسبنا القضية 1987
- إليكم مع التحية 1986
- القشرة الذهبية 1985
- فندق النجوم الزرقاء 1985
- الطاحونة ج1 1984
- أهلا أهلا بالسكان 1984
- غابة من الأسمنت 1984
- المعتمد بن عباد 1982
- أبرياء ولكن
- المصير

### أفلام
- أبو كرتونة 1991
- ابتسامة في عيون حزينة 1987
- احترس عصابة النساء 1986
- دخان بلا نار 1986
- على هامش المدينة 1986
- كدابين الزفة 1986
- بنت غير كل البنات 1978
- آنسات وسيدات 1974
- التليفون

### سهرات تلفزيونية
- الخيط الاخضر
- الطير المسافر
- القناع
- عودة الماضي
- ممنوع الوقوف قطعيا
- التليفون

### مسرحيات
- الواد شطارة
- بندق بيه
- جنان في جنان
- شريف رغم أنفه
- البيه السباك
- الساهي (الساهي واللومانجي)
- عبده يتحدى رامبو 1990
- الزمبليطه في الصالون 1988
- البلدوزر 1986
- الخوافين 1987.
- الفهلوي 1984.